# Breidleria plumaeformis
Breidleria plumaeformis là một loài Rêu trong họ Hypnaceae. Loài này được (Wilson) M. Fleisch. mô tả khoa học đầu tiên năm 1914.